# John Shirley
John Shirley (n. 10 februarie 1953, Houston, Texas) este un scriitor american de literatură științifico-fantastică și compozitor de muzică punk.

## Lucrări (selecție)

### Romane
- Transmaniacon (1979)
- Dracula in Love (1979)
- City Come A-Walkin' (1980)
- Three-Ring Psychus (1980)
- The Brigade (1981)
- Cellars (1982)
- Câteva cărți din seria Traveler, serie de romane de aventuri (sub pseudonimul D. B. Drumm)[2]
- Câteva cărți din seria 'Specialist', serie de romane de aventuri (sub pseudonimul John Cutter)
- A Song Called Youth Series (cunoscută și sub denumirea Eclipse Trilogy):
  - Eclipse (1985)
  - Eclipse Penumbra (1988)
  - Eclipse Corona (1990)
- In Darkness Waiting (1988)
- Kamus of Kadizar: The Black Hole of Carcosa (1988)
- A Splendid Chaos (1988)
- Wetbones (1991)
- Silicon Embrace (1996)
- "Demons" (2000, nuvelă)
- "...And the Angel with Television Eyes" (2001, nuvelă)
- "The View From Hell" (2001, nuvelă)
- "Her Hunger" (2001, nuvelă)
- Spider Moon (2002)
- Demons, o nouă versiune cu romanul sequel Undercurrents (2002)
- Crawlers (2003)
- Doom (2005, romanizarea filmului bazat pe jocul video pentru PC produs de Id Software)
- Constantine (2005, romanizarea filmului bazat pe personajul din benzile desenate DC/Vertigo)
- John Constantine, Hellblazer: War Lord (2006, bazat pe un personaj din benzi desenate, nu versiunea filmului)
- Predator: Forever Midnight (2006, Predator series tie-in)
- Batman: Dead White (2006, tie-in with Batman Begins)
- John Constantine, Hellblazer: Subterranean (2006)
- The Other End (2007)
- Alien: Steel Egg (2007)
- Black Glass (2008)
- Bleak History (2009)
- BioShock Rapture (2011)
- Borderlands: The Fallen (2011)

### Colecții de povestiri
- Heatseeker (1989)
- New Noir (1993)
- Boykissing Award of Excellence (2011)
- The Exploded Heart (1996)
- Black Butterflies (1998)
- Really, Really, Really, Really Weird Stories (1999)
- Darkness Divided (2001)
- Living Shadows (2007)
- In Extremis: The Most Extreme Short Stories of John Shirley (2011)

### Non-fiction
- Gurdjieff - An Introduction to his Life and Ideas (2004) ISBN 1-58542-287-8
- Cognition Factor[3] John Shirley expresses some personal ideas and philosophy in the smart movie Cognition Factor (2009).[4]